# Francobolli e storia postale del Kirghizistan

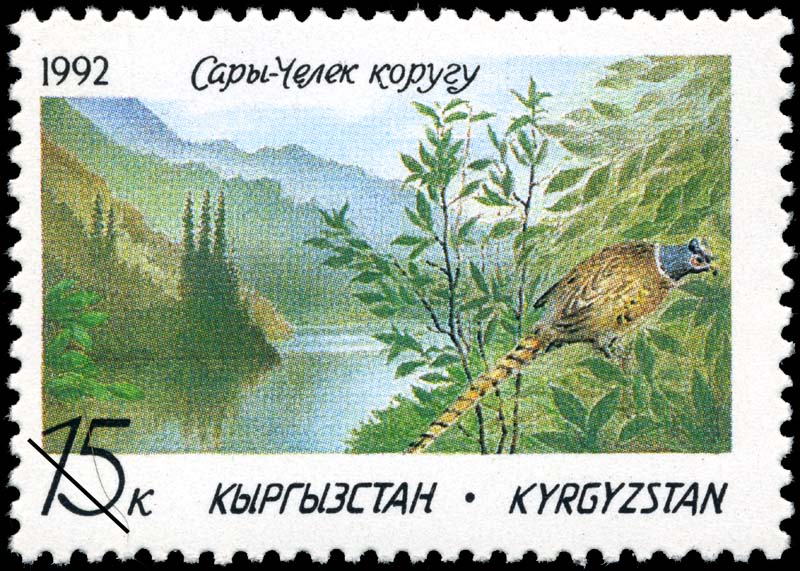
Primo francobollo, 1992

La storia postale del Kirghizistan è iniziata quando la nazione ha dichiarato l'indipendenza nell'agosto 1991. Sotto l'Unione Sovietica, il servizio postale del Kirghizistan SSR era parte integrante del sistema sovietico. La repubblica veniva periodicamente riconosciuta in serie di francobolli in onore delle diverse parti dell'URSS. Il Kirghizistan è uno stato membro dell'Unione Postale Universale (UPU) dal 1993 con i suoi due operatori postali designati: "Kyrgyz Pochtasy" AS e " Kyrgyz Express Post " SARL.

## Primi francobolli

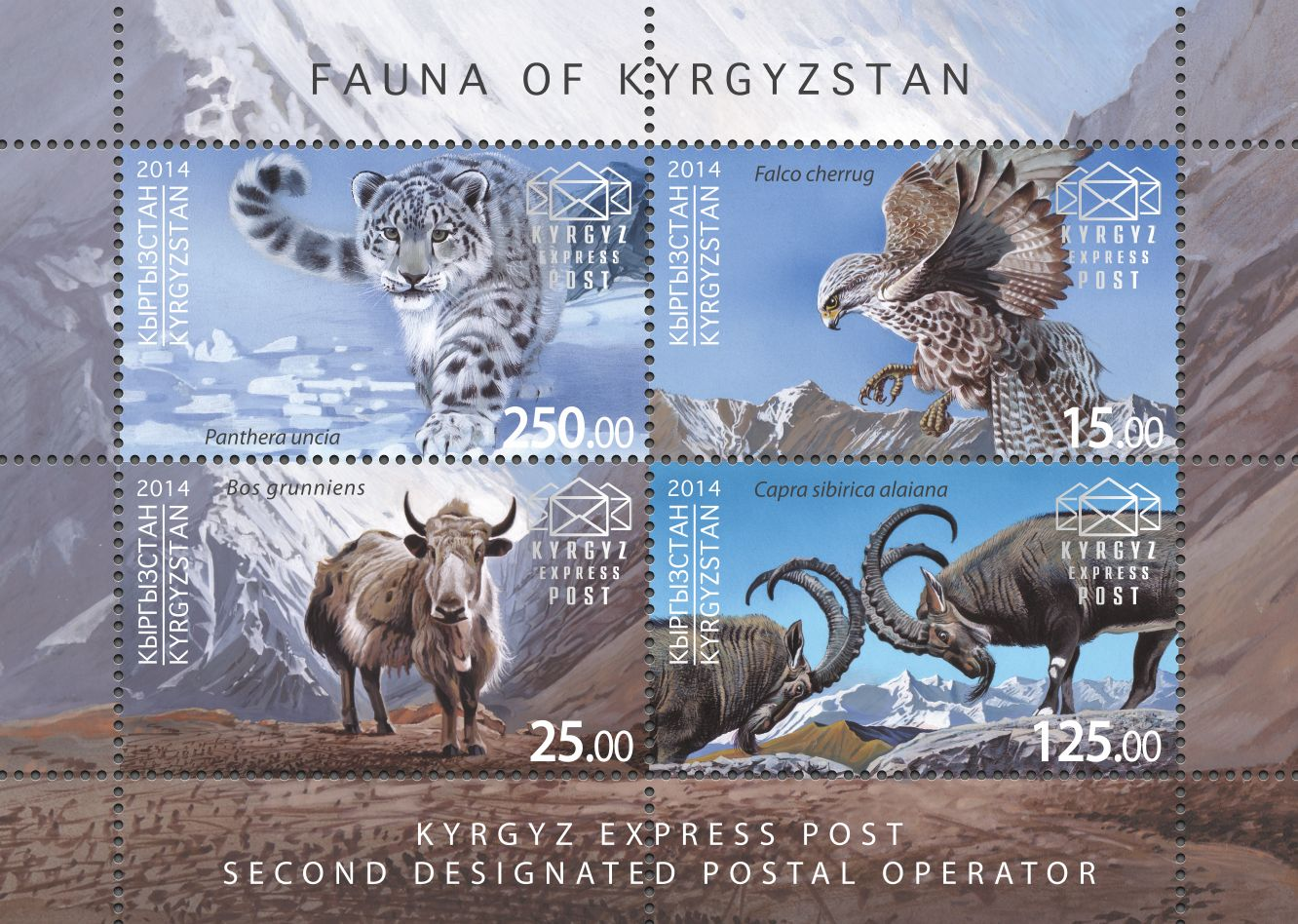
Foglietto collettivo "Fauna del Kirghizistan", Kyrgyz Express Post

Il Kirghizistan ha emesso il suo primo francobollo il 4 febbraio 1992, un disegno unico raffigurante la riserva naturale di Sary-Chelek nella provincia di Jalal-Abad. Il nome del paese è stato dato in lettere sia cirilliche che latine ; molti francobolli kirghisi hanno fatto altrettanto, sebbene la pratica non sia coerente, con alcuni francobolli solo in cirillico e altri solo in latino.
Nell'aprile e nel giugno 1993, diversi tipi di francobolli russi sono stati ricaricati in valori di rubli, seguiti ad agosto dai primi francobolli denominati in tyiyn.
Nel 2014 il secondo operatore postale designato del Kirghizistan, Kyrgyz Express Post (KEP), ha deciso di emettere i suoi francobolli con il consenso del Ministero dei Trasporti e delle Comunicazioni della Repubblica del Kirghizistan. Durante quell'anno, KEP ha presentato due numeri di francobolli. Il primo, pubblicato il 18 novembre, è stato dedicato al 140º anniversario dell'Unione postale universale e del Trasporto postale del Kirghizistan. Il secondo, pubblicato il 19 novembre, era dedicato alla Fauna del Kirghizistan.